# Painkiller (album)
A Painkiller a Judas Priest 1990-ben megjelent nagylemeze. A felvételek a franciaországi Miraval Stúdióban zajlottak a keverési munkálatok pedig a hollandiai Wisseloord Stúdióban.
Az 1986-os Turbo lemezt és az 1988-as Ram It Downt a kritika és a rajongók egyaránt nem sorolták a legerősebb albumaik közé. Az 1990-es Painkiller lemezzel aztán mindkét tábort maguk mellé állították. Ehhez kellett az új dobos Scott Travis (ex-Racer-X) is, akinek lelkesedése átragadt a többi tagra is. Máig a legkeményebb Halford-érás Priest lemez, mely egyben a legsikeresebb is. A lemez hangzása máig példaértékű mely Chris Tsangarides keze munkáját dicséri. A zene agresszívebb, nyersebb volt mint a Turbo listákat megcélzó dalai és ötletesebb mint a Ram It Down erőltetett számai.
A nyitó Painkiller-ben benne van a US power metal minden lényege. Ezt a keményebb hangzást erősíti a Metal Meltdown, a Hell Patrol, az All Guns Blazing vagy a fenyegető hangulatú Night Crawler. A címadó számra és a drámai hatású Touch of Evil-re készült videóklip. A korongon még olyan számok találhatóak mint a himnikus Leather Rebel, a heavy metal himnusz Between The Hammer And The Anvil, vagy az One Shot At Glory. A CD verzión két bónusz is szerepel a Leather Rebel koncertverziója és a Living Bad Dreams című ballada.
A turné is nagy sikert aratott ahol olyan bandákat vittek magukkal előzenekarnak mint a Megadeth, a Testament, a Pantera vagy az Annihilator.
Az albumot 1991-ben Grammy-díjra jelölték a "Best Metal Performance" kategóriában.
2020-ban megerősítést nyert, hogy a lemez basszusfutamainak nagy részét a két számban billentyűző Don Airey  játszotta fel egy Minimoog szintetizátoron, mivel Ian Hill a felvételek alatt betegséggel küzdött, a végleges keverés során azonban az ő basszusgitárját is hozzákevérték a lemezhez.

## Számlista
Az összes számot Glenn Tipton, K.K. Downing és Rob Halford jegyzi, kivéve ahol ez külön jelezve van.
1. "Painkiller" – 6:06
2. "Hell Patrol" – 3:35
3. "All Guns Blazing" – 3:56
4. "Leather Rebel" – 3:34
5. "Metal Meltdown" – 4:46
6. "Night Crawler" – 5:36
7. "Between the Hammer & the Anvil" – 4:47
8. "A Touch of Evil" (Halford, Downing, Tipton, Chris Tsangarides) – 5:42
9. "Battle Hymn" – 0:56
10. "One Shot at Glory" – 6:46

### 2001 Bonus Tracks
1. "Living Bad Dreams" – 5:20
2. "Leather Rebel" (Live) – 3:38

## Zenészek
- Rob Halford – ének
- K. K. Downing – gitár
- Glenn Tipton – gitár
- Ian Hill – basszusgitár
- Scott Travis – dob
- Don Airey – billentyűs hangszerek ("Touch of Evil", "Living Bad Dreams"), Minimoog (basszus)